# A Dangerous Life
 (avril 2025).
 (août 2024).
La mise en forme du texte ne suit pas les recommandations de Wikipédia : il faut le « wikifier ».
Les points d'amélioration suivants sont les cas les plus fréquents. Le détail des points à revoir est peut-être précisé sur la page de discussion.
- Les titres sont pré-formatés par le logiciel. Ils ne sont ni en capitales, ni en gras.
- Le texte ne doit pas être écrit en capitales (les noms de famille non plus), ni en gras, ni en italique, ni en « petit »…
- Le gras n'est utilisé que pour surligner le titre de l'article dans l'introduction, une seule fois.
- L'italique est rarement utilisé : mots en langue étrangère, titres d'œuvres, noms de bateaux, etc.
- Les citations ne sont pas en italique mais en corps de texte normal. Elles sont entourées par des guillemets français : « et ».
- Les listes à puces sont à éviter, des paragraphes rédigés étant largement préférés. Les tableaux sont à réserver à la présentation de données structurées (résultats, etc.).
- Les appels de note de bas de page (petits chiffres en exposant, introduits par l'outil «  Source ») sont à placer entre la fin de phrase et le point final[comme ça].
- Les liens internes (vers d'autres articles de Wikipédia) sont à choisir avec parcimonie. Créez des liens vers des articles approfondissant le sujet. Les termes génériques sans rapport avec le sujet sont à éviter, ainsi que les répétitions de liens vers un même terme.
- Les liens externes sont à placer uniquement dans une section « Liens externes », à la fin de l'article. Ces liens sont à choisir avec parcimonie suivant les règles définies. Si un lien sert de source à l'article, son insertion dans le texte est à faire par les notes de bas de page.
- La présentation des références doit suivre les conventions bibliographiques. Il est recommandé d'utiliser les modèles {{Ouvrage}}, {{Chapitre}}, {{Article}}, {{Lien web}} et/ou {{Bibliographie}}. Le mode d'édition visuel peut mettre en forme automatiquement les références.
- Insérer une infobox (cadre d'informations à droite) n'est pas obligatoire pour parachever la mise en page.

Pour une aide détaillée, merci de consulter Aide:Wikification.
Si vous pensez que ces points ont été résolus, vous pouvez retirer ce bandeau et améliorer la mise en forme d'un autre article.
La révolution des quatre jours - A Dangerous Life - est une mini-série australienne réalisée par Robert Markowitz et diffusée, en 1988. L'histoire raconte le voyage et l'histoire d'amour d'un correspondant étranger américain qui se déroule pendant les dernières années de la dictature de Ferdinand Marcos aux Philippines, de l'assassinat de Benigno Aquino Jr. en 1983 à la Révolution du pouvoir populaire en 1986, ainsi que d'autres événements clés qui ont conduit à l'éviction de Marcos.

## Synopsis
En 1983, après avoir été informée par Fabian Ver, de l'arrivée du sénateur Benino Aquino, Imelda Marcos informe son mari, le président Ferdinand Marcos que le sénateur, en dépit de menaces de mort, rentre aux Philippines. Sur place, le journaliste américain Tony O'Neill est conduit par son caméraman et opérateur technique Ramon, à l'aéroport international de Manille pour couvrir l'arrivée d'Aquino. A l'intérieur du terminal, Tony et d'autres journalistes assistent à l'arrivée de l'avion du sénateur et l'attendent. Quelques secondes plus tard, Aquino est abattu. Les coups de feu obligent les journalistes à quitter les lieux alors que le corps d'Aquino est chargé dans une camionnette. Tony demande à Ramon s'il a filmé tout l'incident, ce dernier répondant seulement qu'il ne l'a pas fait car tout s'est passé trop vite.
À Boston, Corazon Aquino est informée du décès de son mari. Elle et sa famille s'envolent pour les Philippines, dans le but de demander justice. Le lendemain de l'assassinat, Marcos et le général Prospero Olivas, président l'enquête initiale sur l'assassinat d'Aquino, niant toutes responsabilités. O'Neill couvre les funérailles d'Aquino et les qualifie de « plus grandes que celles de Gandhi » et décide de couvrir la crise politique en cours dans le pays. Au cours de son reportage, il est invité par Imelda Marcos à Malacañan, dans une tentative infructueuse d'atténuer sa couverture, tout en développant une relation avec Célie, la nièce de l'éditeur du journal local, Ben Balamo. Lors d'une manifestation, le frère de Célie, Emilio, est tué par les forces de sécurité, tandis qu'elle est elle-même détenue et abusée sexuellement par les forces de sécurité, la poussant à rejoindre la Nouvelle Armée Populaire avant de déserter en raison de troubles de stress post-traumatique. Elle est tuée par les forces gouvernementales. 
En parallèle, le ministre de la Défense Juan Ponce Enrile et un groupe de soldats complotent pour orchestrer le renversement de Marcos, par un coup d'État. En 1985, Marcos accepte la tenue d'élections anticipées. Corazon Aquino, initialement réticente, accepte de se présenter mais la campagne qui en résulte, est entachée de violence. Le général Olivas avertit secrètement Ben Balamo, d'un plan top secret visant à éliminer les dissidents, dont Ben, après les élections.
Le jour du scrutin, les résultats frauduleux en faveur de Marcos entraînent de nouveaux bouleversements et Corazon Aquino appelle à la désobéissance civile. Enrile apprend que son complot contre Marcos a été découvert. Avec le chef d'état-major adjoint des forces armées des Philippines, le général Fidel Ramos, et d'autres soldats dissidents, ils se barricadent au camp Aguinaldo. Désespérés, ils appellent Aquino et le cardinal archevêque de Manille, Jaime Sin, à l'aide. Les trois jours suivants voient le déroulement de la Révolution Populaire. Après les tentatives des Marcos pour reprendre le contrôle, son camp réalise finalement sa défaite et le couple présidentiel s'enfuit en exil avec l'aide américaine. Dés lors, le peuple prend le contrôle de Malacañan et Aquino assume le pouvoir en tant que présidente. Alors que les célébrations éclatent, Tony se réconcilie avec son ex-épouse, elle-même journaliste, Angie.

## Fiche technique
- Titre original : A Dangerous Life
- Titre français : La révolution de quatre jours
- Réalisation : Robert Markowitz
- Scénario : David Williamson
- Musique : Brian May
- Montage : James Bartle
- Production: Hal McElroy et Lope V. Juban
- Pays d'origine: États-Unis, Philippines, Australie, Royaume-Uni
- Langue originale: Anglais
- Format : couleur - 1,33:1 (4/3 à la télévision) - son Stéréo
- Genre: Guerre, Drame
- Durée: 162 minutes
- Dates de sortie:
- États-Unis: 27 Novembre 1988

## Distribution
- Tony O'Neil: Gary Busey
- Angie Fox: Rebecca Gilling
- Mike Heseltine: James Handy
- Président Ferdinand Marcos: Ruben Rustia
- Imelda Marcos: Tessie Tomas
- Ministre de La Défense Ruan Ponce Enrile: Joonee Gamboa
- Général Fabian Ver: Mervin Samson
- Général Prospero Olivas: Vic Diaz
- Genéral Artemio Tadiar: Felindo Obach
- Général Fidel "Eddie" Ramos: Ray Ventura
- Présidente Corazon Aquino: Laurice Guillen
- Joker Arroyo: Robert Talabis
- Josephine Reyes: Arianthe Galani
- Lieutenant-Colonel Eduardo "Red" Kapunan Jr. Delgado: Johnny Delgado
- Major Edgardo Doromal: Pen Medina
- Colonel Cruz: Dido de la Paz
- Colonel "Tiger" Tecson: Roy Alvarez
- Colonel Antonio Sotelo: Joe Gruta
- Colonel Gregorio "Gringo" Honasan: Rez Cortez
- Peter: Guy Stone
- Raoul: Alexander Cortez
- Ben Balamo: Jaime Fabregas
- Celie Balamo: Dina Bonnevie
- Emilio Balamo: Val Victa
- Ramon: Spanky Manikan
- Stephen W.Bosworth, ambassadeur américain, aux Philippines: Michael Pate

## Production
Le 18 novembre 1987, le producteur Hal McElroy écrivit à la présidente Corazon Aquino l'informant de son intention et celle du réalisateur Robert Markowitz de tourner une mini-série aux Philippines, sur la révolution populaire. Le budget initial était 11 millions de dollars et la date de fin de tournage, prévue en août 1988. McElroy fut conseillé par le producteur philippin, Lope V. Juban et consulta plusieurs acteurs des événements afin de les restituer tels qu'ils se déroulèrent. Enrile informa McElroy qu'elle n'approuverait aucune représentation d'elle ou de sa famille. Respectant son souhait, les cinéastes ont ensuite retiré son personnage du scénario ainsi que toute référence à celui-ci.
Le 23 février 1988, Enrile a déposé une plainte auprès du tribunal régional de première instance (RTC) de Makati, alléguant que la poursuite de la production de la mini-série sans son consentement constituait une violation de son droit à la vie privée. À la suite, McElroy déposa une requête pour rejeter la plainte, arguant que la mini-série ne mettrait pas en vedette Enrile comme personnage, mais une semaine plus tard, le RTC a néanmoins émis une ordonnance d'injonction préliminaire arrêtant sa production. Après que l'affaire ait été portée devant la Cour suprême, une décision a été prise autorisant la poursuite de la production, au motif qu'Enrile, en tant que sénateur, était une personnalité publique et que son droit à la vie privée était donc plus restreint et ne pouvait être utilisé pour stopper la production.
Bien que le film ait principalement été tourné aux Philippines, certaines scènes furent délocalisées au Sri Lanka, en raison de pressions politiques et juridiques. Certaines scènes furent également tournées en Australie, notamment à Sydney.